# Ailuronyx
Ailuronyx è un genere di piccoli sauri della famiglia Gekkonidae, endemico delle Seychelles.

## Biologia
Sono gechi notturni e arboricoli, si nutrono di insetti.

## Tassonomia
Il genere Ailuronyx comprende tre specie:
- Ailuronyx seychellensis (Duméril & Bibron, 1836)
- Ailuronyx tachyscopaeus Gerlach & Canning, 1996
- Ailuronyx trachygaster (Duméril, 1851)